# Мошна (приток Сожа)
Мошна — река в Смоленской области России в Смоленском районе. Правый приток Сожа.
Длина 27 км. Площадь водосбора 87,5 км². Исток у деревни Кушлянщина Смоленского района на Смоленской возвышенности. Направление течения на юго-восток. Протекает мимо деревень Селезневщина, Сушковщина, Трудилово, Лахтеево. Устье рядом с деревней Раково.
Притоками Мошны являются несколько ручьёв. Название имеет только один — Ласточка, остальные безымянные. Долина реки безлесая, много торфяных болот.
По берегам есть ряд археологических памятников. А. Н. Лявданский в 1920-х годах изучал курганный могильник и городище на правом берегу реки Мошны на северной окраине деревни Кушлянщина, поселение и городище на мысу правого берега реки Мошны при вхождении в неё пологой ложбины к востоку от восточной окраины деревни Лахтеево. В 1984 году Е. А. Шмидтом была проведена паспортизация курганного могильника, городища у деревни Кушлянщина, а в 1986 году — поселения у деревни Лахтеево. В 1986—1988 годах курганный могильник у деревни Кушлянщина изучался С. С. Ширинским. Им было раскопано 11 курганов, 8 из которых содержали погребения совершенные по обряду трупосожжения, 2 кургана содержали остатки трёх захоронений, совершённых по обряду трупоположения.